# Hell in a Cell (2018)
Hell in a Cell (2018) – gala wrestlingu wyprodukowana przez federację WWE dla zawodników z brandów Raw i SmackDown. Odbyła się 16 września 2018 w AT&T Center w San Antonio w stanie Teksas. Emisja była przeprowadzana na żywo za pośrednictwem WWE Network oraz w systemie pay-per-view. Była to dziesiąta gala w chronologii cyklu Hell in a Cell.
Na gali odbyło się osiem walk, w tym jedna podczas pre-show. Walką wieczoru był Universal Championship Hell in a cell match pomiędzy broniącym mistrzem Romanem Reignsem a Braunem Strowmanem z sędzią specjalnym Mickiem Foleyem, zakończyło się bez rezultatu po tym jak powracający Brock Lesnar zaatakował obu zawodników. Był to też cash-in kontraktu Money in the Bank Strowmana zapowiedziany wcześniej. W innych Hell in a Cell matchu, Randy Orton pokonał Jeffa Hardy’ego. W innych ważnych walkach, AJ Styles kontrowersyjnie pokonał Samoa Joe broniąc WWE Championship, Becky Lynch pokonała Charlotte Flair i zdobyła SmackDown Women’s Championship oraz Ronda Rousey obroniła Raw Women’s Championship przeciwko Alexię Bliss.

## Produkcja
Hell in a Cell oferowało walki profesjonalnego wrestlingu z udziałem różnych wrestlerów należących do brandów Raw i SmackDown spośród istniejących oskryptowanych rywalizacji i storyline’ów. Kreowane są podczas cotygodniowych gal Raw i SmackDown Live. Wrestlerzy są przedstawieni jako heele (negatywni, źli zawodnicy i najczęściej wrogowie publiki) i face’owie (pozytywni, dobrzy i najczęściej ulubieńcy publiki), którzy rywalizują pomiędzy sobą w seriach walk mających budować napięcie. Kulminacją rywalizacji jest walka wrestlerska lub ich seria.

### Rywalizacje
Na SummerSlam The Miz pokonał Daniela Bryana po tym, jak żona Miza, Maryse, dała mu parę kastetów, których sędzia nie zauważył. Na następnym SmackDown Miz i Maryse kpili z przemówienia Bryana na emeryturę sprzed dwóch lat. Bryan i jego żona Brie Bella wyszli i skonfrontowali się z nimi. Bryan nazwał Miza tchórzem za to, że musiał oszukiwać, aby wygrać, i powiedział, że generalna menadżerka SmackDown Paige ustaliła Mixed Tag Team match pomiędzy Bryanem i Brie oraz Mizem i Maryse w Hell in a Cell.
Na SummerSlam, podczas walki o mistrzostwo WWE pomiędzy Samoa Joe i broniącym tytułu AJ Stylesem, Joe drwił ze Stylesa, lekceważąc jego żonę i córkę, które były obecne. Zirytowany Styles zaatakował Joego stalowym krzesłem, w wyniku czego Joe wygrał przez dyskwalifikację, ale Styles zachował tytuł. Na następnym SmackDown Joe zaatakował Stylesa od tyłu podczas wywiadu i nadal nie szanował rodziny Stylesa. 24 sierpnia ustalono rewanż między nimi o tytuł w Hell in a Cell.
21 sierpnia na odcinku SmackDown, Kofi Kingston i Xavier Woods z The New Day pokonali The Bludgeon Brothers (Harper i Rowan) w no disqualification matchu, zdobywając trzecie SmackDown Tag Team Championship. 26 sierpnia Paige ustaliła dwa Triple Threat matche, w których zwycięzcy zmierzą się ze sobą, aby ustalić, kto zmierzy się z The New Day o tytuły w Hell in a Cell. Cesaro i Sheamus wygrali pierwszy Triple Threat match, pokonując Luke’a Gallowsa i Karla Andersona oraz The Colóns (Primo i Epico) 28 sierpnia na odcinku SmackDown. Rusev i Aiden English wygrali drugi Triple Threat match, pokonując The Usos (Jimmy i Jey Uso) oraz Erica Younga i Killiana Daina z Sanity 4 września na odcinku SmackDown ten sposób ustawiając Cesaro i Sheamusa oraz Ruseva i Englisha przeciwko sobie na odcinku SmackDown z 11 września, który wygrał Rusev i English.
Na SummerSlam Roman Reigns pokonał Brocka Lesnara i wygrał Universal Championship. Przed rozpoczęciem walki zwycięzca kontraktu Money in the Bank, Braun Strowman, wyszedł i zadeklarował, że będzie wykorzystywał kontakt na zwycięzcy walki i pozostanie przy ringu. Strowman został jednak ubezwłasnowolniony przez Lesnara podczas walki, co uniemożliwiło mu wykorzystanie tytułu; to odwrócenie uwagi pozwoliło Reignsowi pokonać Lesnara i zdobyć mistrzostwo. Następnej nocy na Raw Strowman ponownie spróbował to zarobić, po tym, jak Reigns skutecznie obronił tytuł przeciwko Finnowi Bálorowi, ale został zatrzymany przez Deana Ambrose’a i Setha Rollinsa, którzy przyszli z pomocą Reignsowi, przywracając The Shield. W następnym tygodniu Strowman skonfrontował się z Reignsem i ogłosił, że będzie wykorzystywał kontrakt na Hell in a Cell wewnątrz struktury o tej samej nazwie, aby Ambrose i Rollins nie mogli się wtrącać. 10 września na Raw, Mick Foley został wybrany jako sędzia specjalny tej walki.
Na SummerSlam, Ronda Rousey pokonała Alexę Bliss i wygrała Raw Women’s Championship. 27 sierpnia na odcinku Raw Bliss ogłosiła, że powołuje się na klauzulę rewanżową o mistrzostwo na Hell in a Cell.
Na Backlash Jeff Hardy obronił mistrzostwo Stanów Zjednoczonych przeciwko Randy’emu Ortonowi. Na Extreme Rules, po tym, jak Hardy przegrał mistrzostwo Stanów Zjednoczonych z Shinsuke Nakamurą, Orton powrócił do WWE i zaatakował Hardy’ego. Dwa dni później, 17 lipca na odcinku SmackDown, Hardy miał rewanż z Nakamurą, ale zakończył się remisem po tym, jak Orton zaatakował Hardy’ego. W następnym tygodniu Orton wyjaśnił swoje ataki na Hardy’ego, stwierdzając, że czuł się lekceważony przez WWE Universe i nienawidził tego, jak wspierali supergwiazdy, takie jak Hardy. W następnym tygodniu Orton przeprowadził trzeci atak na Hardy’ego z pomocą Nakamury. Hardy powołał się na klauzulę rewanżową na SummerSlam i po raz kolejny nie udało mu się odzyskać tytułu. Po walce Orton wyszedł, podczas gdy Hardy był ubezwłasnowolniony na ringu, tylko po to, by zawrócić i odejść. Na kolejnym SmackDown z dnia 21 sierpnia, Orton i Hardy mieli ze sobą walkę, który zakończył się dyskwalifikacją po tym, jak Hardy uderzył Ortona ruchem low blow. Hardy następnie zaatakował Ortona po całej arenie i ostatecznie rozprzestrzenił się w strefie publiczności. Hardy następnie wykonał Swanton Bomb na Ortonie z balkonu na stół. 28 sierpnia na odcinku SmackDown Hardy wyzwał Ortona na pojedynek na Hell in a Cell wewnątrz struktury o tej samej nazwie, na co Orton się zgodził.
Na SummerSlam Charlotte Flair pokonała Becky Lynch i Carmellę w Triple Threat matchu, aby zdobyć SmackDown Women’s Championship. Po walce Lynch przeszła heel turn i zaatakowała Flair. W następnych tygodniach Lynch i Flair skonfrontowali się i atakowali się nawzajem. Walka pomiędzy Lynch i Flair o tytuł został ustalony na Hell in a Cell.
3 września na Raw, Dolph Ziggler i Drew McIntyre pokonali The B-Team (Bo Dallas i Curtis Axel) i wygrali Raw Tag Team Championship. W następnym tygodniu odbył się rewanż pomiędzy tymi dwoma zespołami, w którym Ziggler i McIntyre zachowali tytuły. W Hell in a Cell ustalono pojedynek Tag Team pomiędzy Zigglerem i McIntyre’em oraz Deanem Ambrosem i Sethem Rollinsem o tytuły.

## Wyniki walk
| Nr                                                                   | Wyniki                                                                                                  | Stypulacje | Czas  |
| -------------------------------------------------------------------- | --- | --- | ----- |
| 1P                                                                   | The New Day (Big E i Kofi Kingston) (c) (z Xavierem Woodsem) pokonali Ruseva i Aidena Englisha (z Laną) | Tag Team match o WWE SmackDown Tag Team Championship                                                                                        | 8:55  |
| 2                                                                    | Randy Orton pokonał Jeffa Hardy’ego                                                                     | Hell in a Cell match | 24:50 |
| 3                                                                    | Becky Lynch pokonała Charlotte Flair (c)                                                                | Singles match o WWE SmackDown Women’s Championship                                                                                          | 13:50 |
| 4                                                                    | Dolph Ziggler i Drew McIntyre (c) pokonali Deana Ambrose’a i Setha Rollinsa                             | Tag Team match o WWE Raw Tag Team Championship                                                                                              | 24:52 |
| 5                                                                    | AJ Styles (c) pokonał Samoa Joe                                                                         | Singles match o WWE Championship | 19:00 |
| 6                                                                    | The Miz i Maryse pokonali Daniela Bryana i Brie Bellę                                                   | Mixed Tag Team match | 13:00 |
| 7                                                                    | Ronda Rousey (c) (z Natalyą) pokonała Alexę Bliss (z Mickie James i Alicią Fox) poprzez submission      | Singles match o WWE Raw Women’s Championship                                                                                                | 12:02 |
| 8                                                                    | Roman Reigns (c) vs. Braun Strowman zakończyło się bez rezultatu                                        | Hell in a Cell match o WWE Universal Championship z sędzią specjalnym Mickiem Foleyem Strowman wykorzystał swój kontrakt Money in the Bank. | 24:10 |
| (c) – mistrz/mistrzyni przed walkąP – walka miała miejsce w pre-show | | |       |